# Région de développement Moyen-Ouest
La région de développement Moyen-Ouest (en népalais : मध्यपश्चिमाञ्चल विकास क्षेत्र ; IAST : madhyapaścimāñcala vikāsa kṣetra) est l'une des cinq anciennes régions de développement du Népal. Son chef-lieu était Birendranagar. Elle a disparu lors de la réorganisation administrative de 2015.
Elle était subdivisée en trois zones et quinze districts :
- Bheri
  - Banke,
  - Bardiya,
  - Dailekh,
  - Jajarkot,
  - Surkhet

- Karnali
  - Dolpa,
  - Humla,
  - Jumla,
  - Kalikot,
  - Mugu

- Rapti
  - Dang,
  - Pyuthan,
  - Rolpa,
  - Rukum,
  - Salyan